# Project Gotham Racing 3
Project Gotham Racing 3 (PGR3) es un juego de carreras estilo arcade que fue lanzado en la Xbox 360 el 22 de noviembre de 2005 en Norteamérica, el 2 de diciembre en Europa y el 12 de enero en Japón. Desarrollado por Bizarre Creations es el tercer episodio la franquicia Project Gotham Racing, una saga muy popular en la consola Xbox.
En cuanto al box official Project Gotham Racing 3 ha tenido un alto índice de audiencia, en sus primeros meses de salida tuvo la puntuación de 6.8/10[cita requerida] vendiendo 433,000 unidades en EE. UU. y en Europa vendió +200,000 unidades, después de varios meses su índice de audiencia subió y las ventas también con un 7.1/10 vendiendo en EE. UU. +100,000 unidades y en Europa. 180,000, hasta ahora el juego ha vendido +1.4 millones de unidades por todo el mundo, con una puntuación de 7.3/10 y en E3 GAMES 7.5/10.
También el videojuego ya ha ganado 2 nominaciones con la categoría de "Mejor Título De Juego" y "Juego Del Año 2005".
En octubre de 2007 se publicó la secuela, bajo el título de Project Gotham Racing 4.
- Datos: Q782279